# 第40飛行試驗中隊
第40飛行試驗中隊（40th Flight Test Squadron）是美国空军的一個单位。驻扎地點位於美國佛罗里达州的埃格林空军基地。

## 历史
1942年6月2日至1945年8月14日，第40飛行試驗中隊在西南和西太平洋地区作战。1945至1950年，第40飛行試驗中隊駐扎於日本。1950年7月8日至1951年5月25日，第40飛行試驗中隊在朝鮮半島作战。1951年6月至1965年6月，第40飛行試驗中隊主要執行日本與朝鮮半島的防空任務。1982年，第40飛行試驗中隊重新恢復。